# Juan Luis Guerra
Juan Luis Guerra Seijas (Santo Domingo, 7 de junio de 1957) es un cantautor, arreglista, músico, productor musical y empresario dominicano. Con más de 40 años de carrera, ha vendido más de 30 millones de discos y ganado numerosos premios, incluidos 27 Grammy Latinos, dos Grammy estadounidenses y once Premios Latin Billboard; fue honrado como Ícono de BMI en la 13.ª edición de los Premios Latinos de BMI, nombrado Compositor Latino del Año de 1995 de BMI, las composiciones de Guerra han ganado 24 Premios Latinos de BMI.
Su carrera comercial comenzó con los álbumes Soplando (1984), Mudanza y acarreo (1985) y Mientras más lo pienso... tú (1987). Él y su banda fueron nominados para asistir al Festival OTI de la Canción y representar a la República Dominicana.
Su siguiente álbum, Ojalá que llueva café (1989), le trajo el reconocimiento internacional. En este álbum mezcla el merengue con melodías suaves y pistas de fondo superrápidas, convirtiéndose inmediatamente en éxito en muchos países de América Latina con la canción del mismo nombre como primer sencillo. Posteriormente, se filmó el vídeo de la canción, y Juan Luis Guerra y su banda 4.40 comenzaron a viajar. La canción se revivió en 1996 y en el 2008 con las versiones de la banda mexicana Café Tacuba y la cantante española Rosario Flores.
El 11 de diciembre de 1990, lanzó al mercado su siguiente álbum, Bachata rosa, que se convirtió en un gran éxito comercial y le otorgó a Guerra su primer Grammy. El disco superó los cinco millones de copias vendidas y consolidó a Guerra como una figura destacada durante su gira por América Latina, Estados Unidos y Europa. Este álbum contiene canciones de amor memorables como «Burbujas de amor», «Bachata rosa», «Rosalía», «Como abeja al panal», «A pedir su mano», «Carta de amor», y «Estrellitas y duendes».
El 15 de diciembre de 1992, lanzó su álbum más comprometido socialmente, Areíto (que es una palabra taína), y su primer éxito, «El costo de la vida» (número uno en el Hot Latin Tracks, donde Guerra fue el primer artista de música tropical que logró esta hazaña), cuyo video tiene un claro mensaje acerca de las hegemonías e imposiciones económicas capitalistas. Otras canciones incluidas en este álbum protestan contra las malas condiciones en muchos países de América Latina, hablan de la celebración del «descubrimiento» de América y de la doble moral de los países del Primer Mundo.
En el álbum Fogaraté (1994), Guerra se desligó de las canciones de contenido crítico y social. Este álbum está centrado especialmente en los géneros musicales más rurales y menos conocidos dentro de la música dominicana, como por ejemplo el perico ripiao.
Su disco Ni es lo mismo ni es igual (1998) cosechó gran éxito de crítica, ganando tres premios Grammy Latinos en el año 2000 a la mejor interpretación de merengue, mejor canción tropical y mejor arreglo. Sus éxitos incluyen «Mi PC», «Palomita blanca» y «El Niágara en bicicleta».
En 2007 fue el máximo galardonado con 6 Grammy Latinos. Ganó 3 Grammy Latinos en 2010, incluido 'A son de Guerra' como álbum del año. En 2012, ganó un Grammy Latino como Productor del Año. También fue el máximo galardonado en los Grammy Latinos en 2015, con tres gramófonos.
Juan Luis Guerra ha sido uno de los artistas latinos más reconocidos internacionalmente en las últimas décadas. Su estilo de mezclar merengue y bolero, y la fusión de afro-pop/jazz le ha ganado un considerable éxito en toda América Latina. Guerra generalmente es asociado con la música popular dominicana llamada bachata, y aunque esta asociación es en parte cierta, Guerra realmente utiliza los conceptos básicos del ritmo bachata pero con un toque de bolero más melódico. No se limita a sí mismo a un estilo de música, sino que incorpora diversos ritmos musicales que incluyen merengue, bolero, bachata, balada, salsa, mambo, rock and roll e incluso góspel. La canción «Ojalá que llueva café» es una de sus piezas más aclamadas. Guerra también realizó un remix de la canción «La llave de mi corazón» con Taboo de los Black Eyed Peas, como claro ejemplo de su fusión de géneros musicales.
En el 2024 en la 25ª edición de los Latin Grammy: Juan Luis Guerra, junto a su grupo 4.40, ha sido el gran triunfador de la ceremonia con cuatro premios. El cantautor dominicano ha obtenido el galardón más codiciado de mejor álbum del año y también el de mejor grabación de álbum merengue y/o bachata por su proyecto Radio Güira. Además, también a mejor grabación del año y mejor canción tropical, por su tema Mambo 23.

## Primeros años
Nacido como Juan Luis Guerra Seijas, es hijo de Gilberto Guerra Pacheco, y de Olga Seijas Herrero. Tiene dos hermanos, José Gilberto, cirujano plástico, y Diego Esteban, licenciado en administración de empresas. Fue alumno del colegio La Salle y Santa Teresita, donde destacó por su afición a los deportes. Antes de interesarse por la música, Guerra estudió Filosofía y Literatura en la Universidad Autónoma de Santo Domingo. Más adelante estudió guitarra y teoría musical en el Conservatorio Nacional de Música de Santo Domingo, y luego decidió ir a Estados Unidos para asistir al Berklee College of Music en Boston.

## Carrera
Después de su regreso a la República Dominicana, lanzó su primer álbum, Soplando (1984) con un grupo de músicos locales que más tarde se conocería como Juan Luis Guerra y 4.40. Los miembros del grupo fueron Maridalia Hernández, Roger Zayas-Bazán y Mariela Mercado. El nombre de la banda no es más que una referencia a la afinación musical estándar llamada La 440. Según Guerra, este primer álbum se basa en melodías de jazz y conceptos que había aprendido en Berklee, y que «no estaba destinado a ser un éxito comercial». Sin embargo, posteriormente comenzó a inclinar su estilo más por el merengue. Warner Music relanzó el disco en 1991 bajo el título El Original 4.40.

### 1983-1989
En 1983, tras una actuación, el empresario discográfico dominicano Bienvenido Rodríguez hace firmar a Juan Luis Guerra su primer contrato para su disquera Karen Records. Esta situación también representó un giro radical en su estilo musical, orientándose al merengue en su versión comercial. En esta nueva etapa graba los álbumes, Mudanza y acarreo (1985) y Mientras más lo pienso...tú (1987). Como consecuencia de su labor, Guerra y sus acompañantes comienzan a obtener reconocimiento.
En 1986 realiza el videoclip "Amor de Conuco", dirigido por el reconocido cineasta dominicano Jean-Louis Jorge, el cual obtuvo un Premio Casandra como "Mejor Video Musical" en ese año.
En 1988 durante la grabación de su álbum Ojalá que llueva café, los constantes cambios en los vocalistas de la agrupación lo llevan a convertirse en la principal figura de su grupo. Este álbum representa el inicio de la consagración internacional de Guerra, pues obtuvo ventas tales que se colocó en el primer puesto en muchos países de América Latina, siendo los temas más promocionados la canción que da título al disco, Visa para un sueño y la canción folclórica venezolana Woman del Callao compuesta por el venezolano Julio Delgado y dada a conocer primeramente por el grupo Un Solo Pueblo.

### 1990-1999
El 11 de diciembre de 1990, en medio de muchas expectativas, Guerra presentó su siguiente álbum, Bachata rosa, que fue su primer álbum editado en CD, y el más exitoso de su carrera desde el punto de vista comercial, vendiendo hasta ese entonces unas 9 millones de copias y valiéndole alcanzar en ese momento la cumbre de su popularidad. Su éxito le hizo llenar estadios y coliseos a capacidad en diferentes escenarios de América Latina y Europa. Gracias a este disco, Juan Luis Guerra obtiene su primer premio Grammy, lo cual le vale ser uno de los presentadores de la emisión de ese año, junto a la cantante canadiense Céline Dion y la actriz estadounidense Whoopi Goldberg.
En este álbum, Guerra dio a conocer al mundo el género de bachata, hasta entonces limitado marginalmente en el territorio dominicano. La mayoría de las canciones del disco han dado la vuelta al mundo por generaciones.
En 1991, en convenio con la discográfica internacional Polygram Records (hoy llamada Universal Music), incursiona brevemente en el mercado brasileño con el álbum Romance Rosa, que contiene 4 temas de su disco anterior versionados al idioma portugués por el letrista brasileño Aloysio Reis y temas en español de sus discos anteriores con Karen Records. Al mismo tiempo, vuelve a componer para otro artista: el mexicano Emmanuel para quien escribe el tema No he podido verte y orquesta la canción tradicional dominicana Jarro pichao, ambas aparecidas en su álbum Vida (1990).
Para el 1991, Juan Luis Guerra, gana el El Premio Casandra, y junto a su grupo 4.40 reciben cuatro estatuillas más en la séptima entrega del acto que fue dirigido por el cineasta Jean Louis Jorge
En su siguiente álbum, Areíto (1992), con el tema El costo de la vida se manifiesta sobre las pobres condiciones de vida de muchos dominicanos y habitantes de América Latina. En dicho álbum, Guerra, además de temas contestatarios, como Si de aquí saliera petróleo (con la participación del panameño Rubén Blades) experimenta con músicos de la Orquesta Filarmónica de Nueva York para producir el sentimental tema Cuando te beso en dos versiones, además de ser respaldado por la agrupación American Boy Choir (‘niños cantores estadounidenses’) en el tema Naboria Daca Mayamimacaná, único escrito en el idioma de la desaparecida etnia taína.
Apoyado en las ventas de unas 5 millones de copias, la gira Areito en 1993 mantuvo su popularidad en América Latina y la consolidó en Europa realizando una inmensa gira por toda España y presentándose en plazas como Portugal y Países Bajos, donde llenó la capacidad del popular Ahoy.
Guerra mencionó que para ese entonces solía tomar pastillas para dormir y tenía un vacío de paz que no lo llenaban los lauros que había recibido. Las continuas giras, menciona él, a veces no le daban tiempo para saber en qué país estaba.[cita requerida]
Antes de la salida de Areito, el músico dominicano Manuel Tejada se propuso hacerle un homenaje a Juan Luis Guerra recopilando 15 de sus conocidos éxitos en ese tiempo, y grabándolos con integrantes de la Orquesta Filarmónica de Santo Domingo y coristas y músicos que habían trabajado previamente con Guerra. Este álbum, salíó a la venta en mayo de 1992 bajo el título de La Música de Juan Luis Guerra.
Su siguiente álbum Fogaraté (1994), tuvo como punta de lanza el tema La cosquillita, rescatando el merengue rápido folclórico conocido como perico ripiao al lado del acordeonista Francisco Ulloa y su conjunto. Además fusionó el merengue con el soukous de Sudáfrica (Fogaraté, El beso de la ciguatera), compartiendo en el álbum con el mejor guitarrista del Congo, Diblo Dibala. Este disco presentó el primer tema de Guerra cantado completamente en inglés, titulado July 19th. Este disco tuvo una respuesta comercial limitada, buena para la mayoría de los artistas, pero no estuvo regida por el alto estándar establecido por Guerra en sus 3 álbumes anteriores. Durante la promoción del álbum, Guerra sólo hizo 2 conciertos (en República Dominicana y Puerto Rico en 1995). Con anterioridad, participó como invitado en el Festival de San Remo, en Italia.
En 1995 Guerra se retiró temporalmente de los escenarios. En junio fundó una emisora de radio llamada Viva FM y un canal de televisión, Mango TV, mediante los cuales se proponía difundir los mejores talentos musicales de su país. Coincidiendo con la adhesión de Guerra al cristianismo, el canal televisivo fue alquilado en 2003 a una red protestante estadounidense.
En 1995 sale a la venta la compilación Grandes éxitos, obteniendo gran respuesta: 7 millones de ventas alrededor del mundo.
Después de 4 años de silencio discográfico, Guerra presenta el disco Ni es lo mismo ni es igual (1998) con el cual obtuvo en el año 2000 tres premios en la primera emisión de los Grammy Latinos. Con este álbum Juan Luis colocó consecutivamente los temas Mi PC y Palomita blanca en el lugar #1 del conocido Hot Latin Tracks de la revista Billboard. No obstante, fue El Niágara en bicicleta el tema más popular de ese álbum.
En los próximos años Guerra se limitó a hacer esporádicos conciertos en diversos países, reintegrándose gradualmente a los escenarios.

### 2000-2009

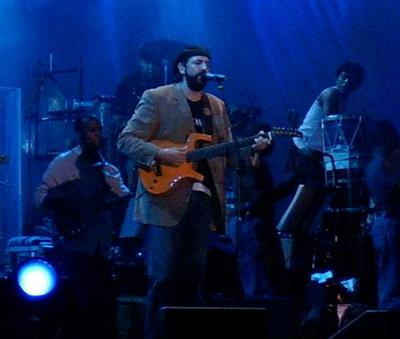
Juan Luis Guerra en un concierto en Madrid (España) durante su gira de celebración Tour 20 Años, en 2005.

El 6 de febrero de 2001 salió a la venta la compilación Colección romántica, lo mejor de las baladas y bachatas de Guerra, incluyendo cuatro versiones de sus propios temas, destacándose Quisiera (grabada originalmente en ritmo de salsa) en versión soft-rock y la balada Tú (originalmente en merengue), que estuvo sonando en la radio en 1987.
El 31 de agosto de 2004, Guerra lanzó su primer álbum en seis años bajo el título Para ti; las canciones del álbum son en su mayoría de carácter religioso, lo que refleja el ferviente cristianismo de Guerra. Con este álbum el cantante ganó dos premios en el Billboards 2005, en las categorías de Góspel- Pop y Merengue Tropical, por el éxito «Las avispas», la primera vez que una canción ganó estas dos categorías al mismo tiempo. Otros éxitos incluyen «Para ti» y «Soldado». Al mismo tiempo, Guerra fue galardonado con el Premio Especial Latino de la Academia de Música de España por su contribución a la música de su país y el Caribe en los últimos 20 años.
En 2005 Guerra cerró su gira de presentaciones en diciembre en Santo Domingo.
En enero de 2006, Juan Luis Guerra se presentó en el 60 aniversario de Berklee, junto con otros artistas como Paul Simon, Herbie Hancock, Michel Camilo y Chiara Civello. Ese mismo año, grabó con Diego Torres la canción «Abriendo caminos» y con Maná en «Bendita tu luz». Fue parte de la antigua gira musical más taquillera de todos los tiempos (la gira 360 de U2 es actualmente la gira musical más taquillera de todos los tiempos) ya que fue el acto de apertura de la gira A Bigger Bang Tour de The Rolling Stones, realizado en San Juan, Puerto Rico en febrero de 2006. 
El 6 de abril de 2006, Juan Luis Guerra, fue honrado como Icono de BMI en la 13.ª edición de los Premios Latinos de BMI, nombrado Compositor Latino del Año de 1995 de BMI, las composiciones de Guerra han ganado 14 Premios Latinos de BMI. También fue invitado por Sting a cantar con él en un concierto en Altos de Chavón, La Romana en la República Dominicana en 2006.
En los premios Lo Nuestro 2007, se le otorgó el premio a la trayectoria honoraria. También se presentó el primer sencillo de su nuevo disco La llave de mi corazón, lanzado al mercado el 20 de marzo de 2007. Guerra ganó más de 20 premios con este disco, incluyendo 5 premios Grammy Latino, 6 Premios Casandra, 4 premios Billboard, 2 Lo Nuestro y un Premio Grammy. Juan Luis Guerra fue galardonado en los Premios Grammy Latinos en el año 2007 con 5 premios, barriendo cada categoría fue nominado en: Disco del Año, Álbum del Año, Canción del Año, Mejor Canción Tropical y Mejor Álbum de Merengue. Sus creadores: Allan Leschhorn, Luis Mansilla, Ronnie Torres y Adam Ayan también fueron premiados. La noche antes de la entrega del Latin Grammy Guerra recibió el galardón Latin Recording Academy Person of the Year por su contribución a la música latina y por su filantropía. El 2 de octubre de 2007, EMI Televisa Music presentó una versión especial de «La llave de mi corazón», con todas las canciones del CD original y que incluye una versión del tema que da título al álbum, en idioma portugués, un disco DVD con los videos correspondientes a los temas «Qué me des tu cariño» y «Medicine for my soul» con Taboo, integrante del grupo estadounidense Black Eyed Peas.
El 10 de marzo de 2008, Juan Luis Guerra fue galardonado con 6 premios en los Premios Casandra, el evento de premiación más importante de la República Dominicana. Ganó por Orquesta del año, Artista destacado en el extranjero, Álbum musical del año por La llave de mi corazón y El Soberano, el premio más importante de la noche. El 16 de marzo de 2008, él y otros artistas participaron en el concierto Paz Sin Fronteras organizado por Juanes, celebrando el final de la crisis diplomática andina de 2008 entre Colombia, Venezuela y Ecuador. El 11 de abril de 2008, Juan Luis Guerra fue el gran ganador del Latin Billboard, con 7 nominaciones y 3 premios. El 15 de septiembre de 2008 Guerra fue nombrado «Artista de la UNESCO para la Paz» por la Unesco en reconocimiento a sus esfuerzos en beneficio de los niños con discapacidad y los niños necesitados.
El 14 de febrero de 2009, en el Estadio Olímpico Félix Sánchez en Santo Domingo, hizo una presentación llenando  el estadio más grande del país con 60 000 personas. El 9 de mayo de 2009, Guerra fue galardonado con un doctorado honorario por su alma mater, Berklee College of Music en su ceremonia de graduación. Ese mismo año, colaboró con la cantante canadiense Nelly Furtado en su disco íntegramente en español Mi Plan, en la canción «Como lluvia».

### 2010-2019
El 1 de marzo de 2010, Guerra estrenó el video oficial de su nuevo sencillo Bachata en Fukuoka. El video, filmado en diferentes locaciones de la ciudad de Los Ángeles fue dirigido por el aclamado director colombiano Simón Brand. El 8 de junio de 2010, Guerra lanzó al mercado el álbum A son de Guerra el cual contiene nueve ritmos musicales como son, bachata, merengue, bolero, mambo, funk, rock, jazz, reggae e incluye la colaboración del cantante Juanes entre otros. El disco contiene éxitos como «La guagua», «La calle» (junto a Juanes), y «Bachata en Fukuoka». 
El primer sencillo de su nueva producción, «Bachata en Fukuoka», se colocó en la posición #1 en las listas Hot Latin Tracks, Tropical Songs y Latin Pop Airplay Songs de Billboard. Simultáneamente, la colaboración de Guerra en el tema Cuando me enamoro de Enrique Iglesias se encontraba en la posición #2 de la lista Rhythm Airplay Chart. Al mismo tiempo, participó además en dos versiones de los temas Gracias a la Vida de Violeta Parra y de Que cante la vida de Alberto Plaza, junto a diversos artistas en beneficio a los afectados por el Terremoto de Chile de 2010. Guerra también fue el primer anfitrión nombrado para el concierto La Pepa de la cadena MTV realizado en San Fernando, Cádiz, España.

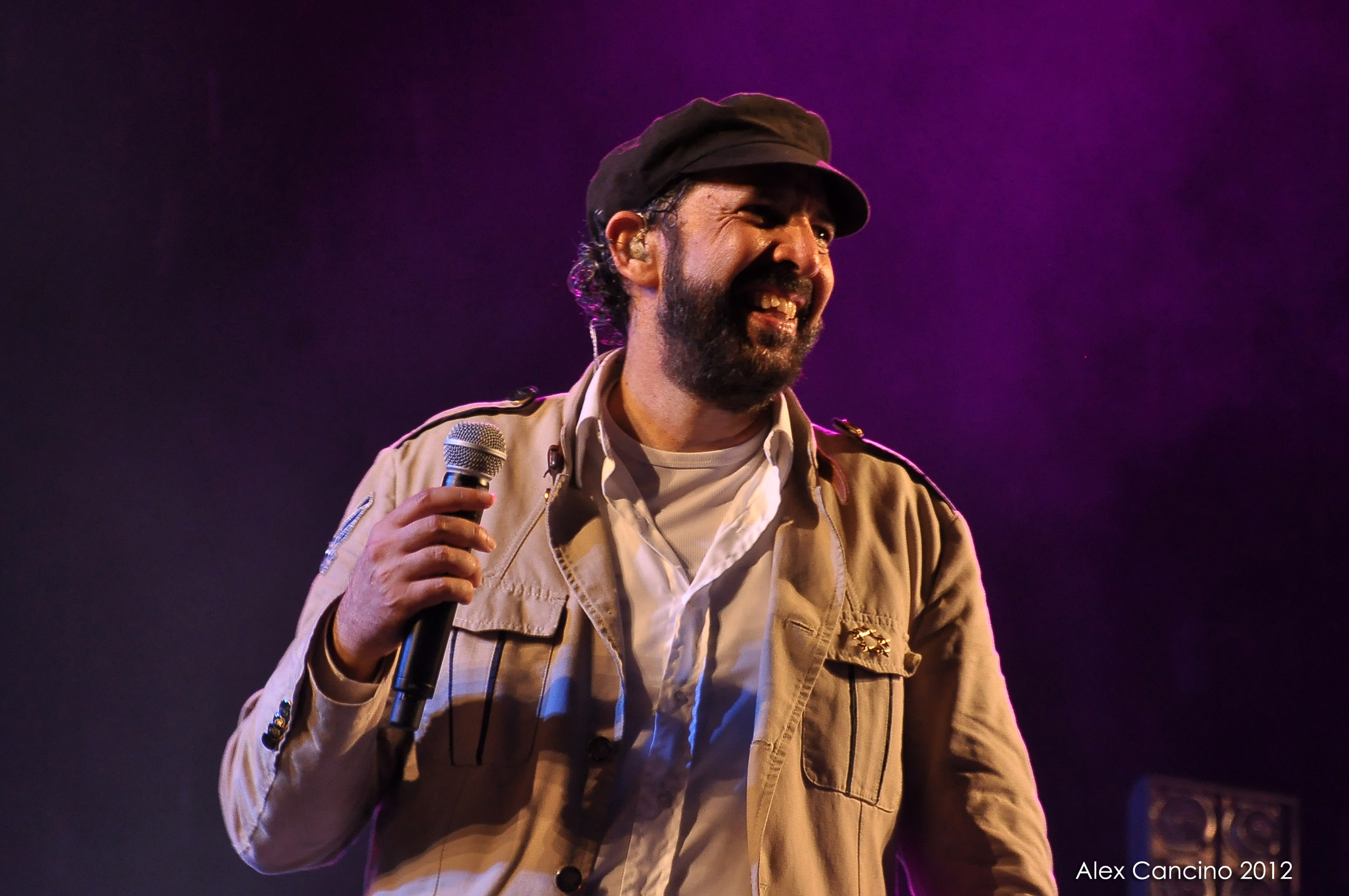
Juan Luis Guerra, Concierto en Santo Domingo, 2012

En enero de 2012, se estrena en YouTube el video de su nuevo sencillo En el cielo no hay hospital, de contenido cristiano. Dicha canción pertenecía a la nueva producción musical del dominicano Colección Cristiana, disco de canciones con contenido religioso que se puso en venta en 2012. Ese mismo año, colaboró con el cantante español Miguel Bosé en su disco Papitwo, que salió al mercado el 3 de septiembre, en la canción «Creo en ti», perteneciente a la primera etapa de la carrera artística de Bosé, renovándola y dándole su toque de bachata único de la música de Guerra.
El 18 de abril de 2010, Juan Luis Guerra organizó el concierto benéfico "Un Canto de Esperanza por Haití" con motivo del terremoto que devastó dicho país, logrando reunir en un mismo escenario a Alejandro Sanz, Juanes, Enrique Iglesias, Luis Fonsi, Jhonny Ventura, Milly Quezada y Maridalia Hernández. El propósito de este evento fue la construcción de un hospital infantil, el cual sería entregado a principios de 2015. Dicho concierto fue coordinado por la Fundación Sur Futuro entidad encargada de manejar los fondos y la supervisión de la construcción de la obra.
El 8 de junio de 2010, lanza al mercado el álbum “A son de guerra”. El disco contiene éxitos como “La Guagua,” “La Calle” (junto a Juanes), y “Bachata en Fukuoka”, primer sencillo de esta nueva producción, el cual se colocó en la posición #1 en las listas Hot Latin Tracks, Tropical Songs y Latin Pop Airplay Songs de Billboard.
Esta producción lo lleva a una exitosa gira por el mundo, la cual incluyó su paso por Australia, África y gran parte de Europa, destacándose por su presentación “sold out” en el legendario Royal Albert Hall en Londres, Inglaterra, considerado uno de los teatros más emblemáticos del mundo.
Guerra también fue el primer anfitrión nombrado para el concierto La Pepa de la cadena MTV5 realizado en San Fernando, Cádiz, España. 
Para el 16 de abril de 2013 lanza su primer disco doble en vivo “A Son de Guerra Tour” DVD y CD, extraído del concierto del mismo nombre realizado en Santo Domingo, República Dominicana, ante más de 50 000 personas, debutando en la primera posición de ventas digitales en más de 16 países de manera simultánea. 
Su primer sencillo extraído, “Frío Frío”, cuenta con la participación de Romeo Santos, convirtiéndose automáticamente en un éxito radial en los principales mercados latinos. El éxito de este DVD regresa a Juan Luis Guerra & 4.40 a los escenarios del mundo, entre ellos nuevamente por República Dominicana en Punta Cana, con un exitoso concierto a casa llena, compartiendo escenario con Alejandro Sanz.
A través de su exitosa carrera ha colaborado con artistas como Tony Bennet, Alejandro Sanz, Luis Fonsi, Milly Quezada, Enrique Iglesias, Emmanuel, Juanes, Miguel Bosé, Maná, Diego Torres, Nelly Furtado, entre otros.
En 2014, precedido por el lanzamiento de su primer sencillo “Tus Besos,” lanza su álbum Todo Tiene Su Hora, recibiendo una acogida excepcional tanto por sus fanáticos en todo el mundo, como por la prensa especializada. De esta producción ya se han escuchado con insistencia los temas “Tus Besos,” “Todo Tiene Su Hora” y “Muchachita Linda.”
Resaltan en este disco, temas como “Cookies & Cream” de contenido social a ritmo de merengue, “Para Que Sepas” un hermoso y novedoso son y “De Moca a París” tema que cuenta con la leyenda viva del merengue Johnny Ventura. Otra canción a destacar es “Canto a Colombia” inspirada y dedicada al pueblo colombiano.
Con el éxito del primer sencillo “Tus Besos” inicia la gira “Todo Tiene Su Hora Tour” a principios del mes de julio, con una extraordinaria recepción en su primera parte europea, dejando el letrero Sold Out en ciudades como París, Madrid, Barcelona, Las Canarias y otras localidades, presentándose ante más de 60 mil personas en las principales ciudades europeas. Lo mismo se repite en Miami, Puerto Rico y New York, con localidades vendidas a toda capacidad, repitiendo la hazaña en Panamá, Costa Rica y El Salvador.
Todo Tiene Su Hora, recibe otros reconocimientos, como lo son Disco de Oro, Platino y Diamante en Colombia, Costa Rica, Perú, tras ventas superiores a las 800 mil copias. 
En el mes de noviembre “Todo Tiene Su Hora” vuelve a ser noticia, recibiendo 4 nominaciones al Latin GRAMMY, de las cuales se alza con 3 de ellas: Mejor Canción Tropical por “Tus Besos”, Mejor álbum Tropical por “Todo Tiene Su Hora” y el máximo galardón “Mejor Álbum del Año,” por “Todo Tiene Su Hora.”
El 5 de noviembre del 2017, cierra oficialmente la gira “Todo Tiene Su Hora Tour”, con un monumental recibimiento del público dominicano en el Festival Presidente, ante más de 50 000 personas. 
“Todo Tiene Su Hora Tour” visitó más de 25 países, para un total de 53 conciertos y sobre las 550 000 personas alrededor del mundo.
En Tenerife, España, el sábado 9 de marzo, Juan luis Guerra es recibido con rebosante alegría y cariño, logrando romper todos los récords de asistencia en el Festival de Tenerife, convocando a más de 400 000 personas en el cierre del legendario festival.
En 2019 durante el Carnaval de Santa Cruz de Tenerife en España, Juan Luis Guerra superó el récord alcanzado en 1987 por Celia Cruz al reunir a más de 400 000 personas como la mayor congregación de personas en una plaza al aire libre para asistir a un concierto.[cita requerida]
La creatividad y variedad musical del trabajo de Juan Luis Guerra lo ha colocado como el artista dominicano más universal. Ha llevado con su palabra, su música y su vida la promoción de los más altos valores de la dominicanidad.

## Como compositor de otros artistas
En 1988, se estrena como compositor para otros artistas como su compatriota Taty Salas, para quien compuso el tema "De tu boca", con el cual participó en el ya desaparecido Festival OTI de la Canción, quedando entre los 3 primeros lugares. También destacan las composiciones realizadas para los artistas mexicanos Emmanuel ("No he podido verte", grabada en 1990) y Luis Miguel ("Hasta que me olvides" de 1993 y "Te necesito" de 2003). También compuso para el grupo Miriam y sus Chicas el tema "Te propongo" y que luego haría exitoso al cantante de salsa Gilberto Santa Rosa en 1994.

## Grabaciones en otros idiomas
Guerra ha grabado varias canciones en portugués, inglés, como «July 19th» ―de su álbum Fogaraté―, también «Medicine for my soul», con Taboo (integrante del grupo Black Eyed Peas) y «Something good» con la cantante italiana Chiara Civello, ambas canciones de su álbum La llave de mi corazón, Caribbean Blues de su trabajo discográfico A son de Guerra. Algunas de sus canciones tienen versos en inglés y español como «Woman del Callao», «Guavaberry», «Señorita» y «La llave de mi corazón». Juan Luis Guerra también grabó el disco Romance Rosa completamente en portugués.

## Estilo musical
Al ser dominicano, su música está muy influenciada por los ritmos africanos caribeños nativos, como es el merengue, rock, jazz, mambo, góspel y la bachata.
Sus letras son a menudo expresiones intencionalmente simples, muy metafóricas, eróticas, o populares, como «Burbujas de amor». Sus letras también cuestionan el sistema político, pero desde una perspectiva profundamente humana, es decir, que las letras se centran en el drama humano que genera la injusticia social. Esto se puede ver en «Visa para un sueño» donde cuenta la esperanza rota del dominicano y el deseo del mismo en buscar el sueño americano. «El Niágara en bicicleta» refleja claramente la negligencia en los servicios de salud pública y «El costo de la vida», habla sobre los efectos del capitalismo global en las personas o «Acompáñeme civil» que cuenta sobre la corrupción policial y militar que conduce al maltrato a las personas que deben cuidar.

## Discografía
| Título                      | Año  | Listas       | Listas         | Listas            | Certificaciones                              |
| Título                      | Año  | Álbum Latino | Álbum Tropical | Otras listas      | Certificaciones                              |
| --------------------------- | ---- | ------------ | -------------- | ----------------- | -------------------------------------------- |
| Soplando                    | 1984 | —            | —              |                   |                                              |
| Mudanza y acarreo           | 1985 | —            | —              |                   |                                              |
| Mientras más lo pienso...tú | 1987 | —            | —              |                   |                                              |
| Ojalá que llueva café       | 1989 | 10           | 2              |                   | - EU: 5X Oro (Certificación de la RIAA)      |
| Bachata rosa                | 1990 | 3            | 1              | Billboard 200: 11 | - EU: 7x Diamante (Certificación de la RIAA) |
| Areíto                      | 1992 | 9            | 2              |                   | - EU: Oro (Certificación de la RIAA)         |
| Fogaraté                    | 1994 | 3            | 2              |                   | - EU: Diamante (Certificación de la RIAA)    |
| Ni es lo mismo ni es igual  | 1998 | 4            | 1              | Billboard 200: 83 | - EU: 6× Platino (Latino)                    |
| Para ti                     | 2004 | 2            | 1              | Billboard 200: 98 | - EU: 3× Platino (Latino)                    |
| La llave de mi corazón      | 2007 | 1            | 1              | Billboard 200: 27 | - EU: 4x Diamante (Certificación de la RIAA) |
| A son de Guerra             | 2010 | 2            | 1              |                   | - EU: 2x Platino (Latino)                    |
| Colección Cristiana         | 2012 | 5            | 16             |                   | - EU: Diamante (Certificación de la RIAA)    |
| Todo tiene su hora          | 2014 | 22           | 8              |                   | - EU: Oro (Certificación de la RIAA)         |
| Literal                     | 2019 | 5            | 19             | Billboard 200: 31 | - EU: 4x Oro (Certificación de la RIAA)      |
| Radio Güira                 | 2023 |              |                |                   |                                              |

Álbumes compilatorios
| Título                                                 | Año  |
| Éxitos                                                 | 1988 |
| Los Grandes Éxitos                                     | 1990 |
| Romance Rosa                                           | 1991 |
| Grandes Éxitos                                         | 1995 |
| The Collection                                         | 2000 |
| Colección Romántica                                    | 2001 |
| Universo Latino 1                                      | 2001 |
| La Llave de Mi Corazón: Edición Especial               | 2007 |
| Archivo Digital 4.4                                    | 2007 |
| Burbujas de Amor: 30 Grandes Canciones Románticas      | 2010 |
| A Son de Guerra: Edición Especial                      | 2010 |
| Ojalá Que Llueva Café: Edición Especial 20 Aniversario | 2010 |
| ¡Que Suba la Bilirrubina!                              | 2011 |
| Antología                                              | 2011 |
| Quisiera Ser Un Pez...: Los Grandes Éxitos             | 2012 |

Álbumes en vivo
| Título               | Año  |
| A Son de Guerra Tour | 2013 |
| Entre Mar y Palmeras | 2021 |

### Sencillos
| Fecha                                                            | Canción                                  | Listas    | Listas        | Listas                                             | Álbum                      |
| Fecha                                                            | Canción                                  | EU Latino | EU Pop Latino | Otras Listas                                       | Álbum                      |
| ---------------------------------------------------------------- | ---------------------------------------- | --------- | ------------- | -------------------------------------------------- | -------------------------- |
| 1989                                                             | «Ojalá que llueva café»                  | 21        | —             |                                                    | Ojalá que llueva café      |
| 1989                                                             | «Como Abeja al Panal»                    | 31        | —             |                                                    | Bachata Rosa               |
| 1990                                                             | «La Bilirrubina»                         | 31        | —             |                                                    | Bachata Rosa               |
| 1990                                                             | «Burbujas de Amor»                       | 1         | —             |                                                    | Bachata Rosa               |
| 1990                                                             | «A pedir su mano»                        | 13        | —             |                                                    | Bachata Rosa               |
| 1991                                                             | «Estrellitas y Duendes»                  | 3         | —             |                                                    | Bachata Rosa               |
| 1991                                                             | «Bachata Rosa»                           | 15        | 25            |                                                    | Bachata Rosa               |
| 1991                                                             | «Carta de Amor»                          | 35        | —             |                                                    | Bachata Rosa               |
| 1992                                                             | «Frío Frío»                              | 4         | —             |                                                    | Areíto                     |
| 1992                                                             | «Señales de humo»                        | 6         | —             |                                                    | Areíto                     |
| 1992                                                             | «El costo de la vida»                    | 1         | —             |                                                    | Areíto                     |
| 1993                                                             | «Mal de amor»                            | 4         | —             |                                                    | Areíto                     |
| 1993                                                             | «Coronita de flores»                     | 4         | —             |                                                    | Areíto                     |
| 1993                                                             | «Rompiendo fuente»                       | 27        | —             |                                                    | Areíto                     |
| 1994                                                             | «Cuando te beso»                         | 28        | —             |                                                    | Areíto                     |
| 1994                                                             | «La cosquillita»                         | 6         | —             |                                                    | Fogaraté                   |
| 1994                                                             | «Viviré»                                 | 5         | 1             |                                                    | Fogaraté                   |
| 1995                                                             | «El beso de la ciguatera»                | 17        | 5             |                                                    | Fogaraté                   |
| 1998                                                             | «Mi PC»                                  | 1         | 2             |                                                    | Ni es lo mismo ni es igual |
| 1999                                                             | «Palomita blanca»                        | 1         | 3             |                                                    | Ni es lo mismo ni es igual |
| 1999                                                             | «El Niágara en bicicleta»                | 2         | 1             |                                                    | Ni es lo mismo ni es igual |
| 1999                                                             | «La hormiguita»                          | —         | 12            |                                                    | Ni es lo mismo ni es igual |
| 2000                                                             | «Tú»                                     | 28        | 21            |                                                    | Colección romántica        |
| 2000                                                             | «Quisiera»                               | 33        | 5             |                                                    | Colección romántica        |
| 2004                                                             | «Las avispas»                            | 4         | 11            |                                                    | Para ti                    |
| 2004                                                             | «Para ti»                                | 17        | 16            |                                                    | Para ti                    |
| 2005                                                             | «Los dinteles»                           | —         | —             | Canción tropical: 17                               | Para ti                    |
| 2007                                                             | «La llave de mi corazón»                 | 1         | 2             | Canción regional mexicana: 33 Canción de radio: 66 | La llave de mi corazón     |
| 2007                                                             | «Que me des tu cariño»                   | 2         | 5             |                                                    | La llave de mi corazón     |
| 2007                                                             | «La travesía»                            | 3         | 1             |                                                    | La llave de mi corazón     |
| 2008                                                             | «Sólo tengo ojos para ti»                | 28        | 9             |                                                    | La llave de mi corazón     |
| 2008                                                             | «Como yo»                                | 18        | 13            |                                                    | La llave de mi corazón     |
| 2010                                                             | «Bachata en Fukuoka»                     | 1         | 1             | Canción tropical: 1                                | A Son de Guerra            |
| 2010                                                             | «La Guagua»                              | 23        | 10            | Canción tropical: 15                               | A Son de Guerra            |
| 2010                                                             | «La calle» (featuring Juanes)            | 26        | 9             |                                                    | A Son de Guerra            |
| 2010                                                             | «Lola's Mambo» (featuring Chris Botti)   | 3         | 38            | Canción tropical: 29                               | A Son de Guerra            |
| 2011                                                             | «Mi bendición»                           | 1         | 3             |                                                    | A Son de Guerra            |
| 2011                                                             | «Apaga y vámonos»                        | —         | 31            |                                                    | A Son de Guerra            |
| 2012                                                             | «En el cielo no hay hospital»            | —         | —             |                                                    | Colección cristiana        |
| 2012                                                             | «El quita pena»                          | —         | —             |                                                    | Colección cristiana        |
| 2013                                                             | «Frío Frío» (en vivo) (con Romeo Santos) | 3         | 1             |                                                    | A Son de Guerra Tour       |
| 2019                                                             | «Kitipún»                                | 1         | 1             | Canción tropical: 4                                | Literal                    |
| 2019                                                             | «Corazón Enamorado»                      | 5         | 1             |                                                    | Literal                    |
| 2019                                                             | «I Love You More»                        | —         | —             |                                                    | Literal                    |
| Las canciones que no entraron a la lista están marcadas con "—". |                                          |           |               |                                                    |                            |

### Colaboraciones
| Año  | Tema                                           | Artista                                                     | Álbum                                              |
| 1990 | «No he podido verte»                           | Emmanuel                                                    | Vida                                               |
| 1993 | «Derroche»                                     | Ana Belén                                                   | Veneno para el corazón                             |
| 1994 | «Que bonita luna»                              | Varios Artistas (Especial del Banco Popular de Puerto Rico) | El espíritu de un pueblo                           |
| 1995 | «Señorita»                                     | Varios artistas                                             | My Family - The Original Motion Picture Soundtrack |
| 2001 | «El último adiós»                              | Varios Artistas (Disco benéfico por el 9-11)                | El último adiós                                    |
| 2006 | «Bendita tu luz»                               | Maná                                                        | Amar es combatir                                   |
| 2006 | «Abriendo caminos»                             | Diego Torres                                                | Andando                                            |
| 2006 | «Amor de conuco»                               | Michel Camilo & Tomatito                                    | Spain Again                                        |
| 2006 | «Bendita tu luz» (Versión Bachata)             | Maná                                                        | Amar es combatir - Deluxe Limited Edition          |
| 2007 | «Não Tenho Lágrimas» (dúo con Ivete Sangalo)   | Varios Artistas (Celebración Navidad Brasileña)             | Cidade Do Samba                                    |
| 2009 | «Como lluvia»                                  | Nelly Furtado                                               | Mi Plan                                            |
| 2010 | «Cuando me enamoro»                            | Enrique Iglesias                                            | Euphoria                                           |
| 2010 | «Que cante la vida»                            | Varios Artistas                                             | Que cante la vida                                  |
| 2011 | «Dime donde»                                   | Gianmarco                                                   | Días nuevos                                        |
| 2011 | «Toma mi vida»                                 | Milly Quezada                                               | Aquí estoy yo                                      |
| 2011 | «Mi son»                                       | Rosario Flores                                              | Raskatriski                                        |
| 2011 | «Tu nombre»                                    | Marcos Vidal                                                | Tu nombre                                          |
| 2012 | «Creo en ti»                                   | Miguel Bosé                                                 | PapiTwo                                            |
| 2012 | «Just in time»                                 | Tony Bennett                                                | Viva Duets                                         |
| 2013 | «Esto es vida»                                 | Draco Rosa                                                  | Vida                                               |
| 2013 | «Bachata Rosa»                                 | Natalie Cole                                                | Natalie Cole en español                            |
| 2014 | «Llegaste tú»                                  | Luis Fonsi                                                  | 8                                                  |
| 2015 | «Suena la pelota»                              | Alejandro Sanz                                              | Sirope                                             |
| 2015 | «Si tú no bailas conmigo»                      | Niña Pastori                                                | Ámame como soy                                     |
| 2017 | «Carmín»                                       | Romeo Santos                                                | Golden                                             |
| 2017 | «Júrame»                                       | Julio Iglesias                                              | México & Amigos                                    |
| 2018 | «Si no te hubieras ido» (dúo con David Bisbal) | Varios artistas                                             | Todos Somos MAS                                    |
| 2018 | «La Bilirrubina»                               | Arturo Sandoval                                             | Ultimate Duets                                     |
| 2018 | «Quiero tiempo»                                | Víctor Manuelle                                             | 25/7                                               |
| 2019 | «Loma de Cayenas»                              | Vicente García                                              | Candela                                            |
| 2020 | «Dance With Me»                                | Carol Welsman                                               | TBA                                                |
| 2021 | «Mi guitarra»                                  | Javier Limón & Nella                                        | Mi guitarra (Sencillo)                             |
| 2021 | «Dios así lo quiso»                            | Ricardo Montaner                                            | Dios así lo quiso (Sencillo)                       |
| 2021 | «Live in love»                                 | Philip Lassiter & Josje                                     | Live in Love (Sencillo)                            |
| 2022 | «Las de Juan Luis»                             | Luis Segura                                                 | Las de Juan Luis (Sencillo)                        |
| 2023 | «Cecilia»                                      | Juanes                                                      | Vida Cotidiana                                     |
| 2023 | «Si tú me quieres»                             | Fonseca                                                     | Si Tú Me Quieres (Sencillo)                        |

## Premios y nominaciones

### Premios Grammy
| Año  | Categoría                   | Trabajo Nominado           | Resultado | Referencias |
| ---- | --------------------------- | -------------------------- | --------- | ----------- |
| 1992 | Mejor álbum latino tropical | Bachata rosa               | Ganador   | [ 26 ]      |
| 1994 | Mejor álbum latino tropical | Areito                     | Nominado  | [ 26 ]      |
| 1995 | Mejor álbum latino tropical | Fogaraté!                  | Nominado  | [ 26 ]      |
| 2000 | Mejor álbum latino de pop   | Ni Es Lo Mismo Ni Es Igual | Nominado  | [ 26 ]      |
| 2008 | Mejor álbum latino tropical | La Llave de Mi Corazón     | Ganador   | [ 26 ]      |
| 2011 | Mejor álbum latino tropical | A Son de Guerra            | Nominado  | [ 26 ]      |
| 2016 | Mejor álbum latino tropical | Todo Tiene Su Hora         | Nominado  | [ 26 ]      |
| 2019 | Mejor álbum tropical latino | Literal                    | Nominado  | [ 26 ]      |

### Premios Grammy Latinos
| Año  | Categoría                                       | Trabajo Nominado                      | Resultado |
| ---- | ----------------------------------------------- | ------------------------------------- | --------- |
| 2000 | Álbum del Año                                   | Ni Es Lo Mismo Ni Es Igual            | Nominado  |
| 2000 | Mejor Álbum de Merengue                         | Ni Es Lo Mismo Ni Es Igual            | Ganador   |
| 2000 | Mejor Ingeniería de Grabación para un Álbum (*) | Ni Es Lo Mismo Ni Es Igual            | Ganador   |
| 2000 | Canción del Año                                 | El Niagara En Bicicleta               | Nominado  |
| 2000 | Mejor Canción Tropical                          | El Niagara En Bicicleta               | Ganador   |
| 2005 | Mejor Álbum Cristiano                           | Para Ti                               | Ganador   |
| 2005 | Mejor Canción Tropical                          | Las Avispas                           | Ganador   |
| 2007 | Álbum del Año                                   | La llave de mi Corazón                | Ganador   |
| 2007 | Grabación del Año                               | La llave de mi Corazón                | Ganador   |
| 2007 | Canción del Año                                 | La llave de mi Corazón                | Ganador   |
| 2007 | Mejor Álbum de Merengue                         | La llave de mi Corazón                | Ganador   |
| 2007 | Mejor Canción Tropical                          | La llave de mi Corazón                | Ganador   |
| 2007 | Mejor Ingeniería de Grabación para un Álbum (*) | La llave de mi Corazón                | Ganador   |
| 2007 | Persona del Año                                 | —                                     | Ganador   |
| 2010 | Álbum del Año                                   | A Son de Guerra                       | Ganador   |
| 2010 | Mejor Álbum Tropical Contemporáneo              | A Son de Guerra                       | Ganador   |
| 2010 | Canción del Año                                 | Cuando me enamoro                     | Nominado  |
| 2010 | Mejor Canción Tropical                          | Bachata en Fukuoka                    | Ganador   |
| 2010 | Mejor Video Musical Corto                       | Bachata en Fukuoka                    | Nominado  |
| 2012 | Grabación del Año                               | En El Cielo No Hay Hospital           | Nominado  |
| 2012 | Canción del Año                                 | En El Cielo No Hay Hospital           | Nominado  |
| 2012 | Canción del Año                                 | Azul Sabina                           | Nominado  |
| 2012 | Mejor Canción Tropical                          | Toma Mi Vida                          | Ganador   |
| 2012 | Productor del Año                               | "Juanes MTV Unplugged"                | Ganador   |
| 2013 | Grabación del Año                               | Bachata Rosa                          | Nominado  |
| 2013 | Mejor Álbum Tropical Contemporáneo              | Asondeguerra Tour                     | Ganador   |
| 2014 | Grabación del Año                               | Llegaste tú                           | Nominado  |
| 2015 | Álbum del Año                                   | Todo tiene su hora                    | Ganador   |
| 2015 | Mejor Álbum Tropical Contemporáneo              | Todo tiene su hora                    | Ganador   |
| 2015 | Grabación del Año                               | Tus besos                             | Nominado  |
| 2015 | Mejor Canción Tropical                          | Tus besos                             | Ganador   |
| 2019 | Grabación del Año                               | Kitipun                               | Nominado  |
| 2019 | Canción del Año                                 | Kitipun                               | Nominado  |
| 2019 | Mejor Canción Tropical                          | Kitipun                               | Ganador   |
| 2019 | Mejor Álbum Tropical Contemporáneo              | Literal                               | Ganador   |
| 2021 | Álbum del Año                                   | Privé                                 | Nominado  |
| 2021 | Mejor Álbum Vocal Pop Tradicional               | Privé                                 | Ganador   |
| 2021 | Grabación del Año                               | Dios así lo quiso                     | Nominado  |
| 2021 | Mejor Arreglo                                   | Ojalá que Llueva Café (versión privé) | Ganador   |
| 2021 | Mejor Video Musical Versión Larga               | Entre Mar y Palmeras                  | Ganador   |
| 2021 | Mejor Canción Tropical                          | Dios así lo quiso (*)                 | Ganador   |
| 2021 | Mejor Canción Tropical                          | Pambiche de novia                     | Nominado  |
| 2022 | Grabación del Año                               | Vale la pena                          | Nominado  |
| 2022 | Mejor Álbum de Merengue y/o Bachata             | Entre Mar y Palmeras                  | Ganador   |
| 2023 | Grabación del Año                               |                                       | Nominado  |
| 2024 | Grabación del año                               | Mambo 23                              | Ganador   |
| 2024 | Álbum del año                                   | Radio Güira                           | Ganador   |
| 2024 | Mejor Álbum de Merengue/Bachata                 | Radio Güira                           | Ganador   |
| 2024 | Mejor Canción Tropical                          | Mambo 23                              | Ganador   |
| 2024 | Productor del Año                               | Juan Luis Guerra & Janina Rosado      | Nominados |

(*) Premio no recae en el artista pero sí en un trabajo suyo o en el cual participó. Se descuenta del total de Latin Grammys del artista.

## Vida personal
Juan Luis Guerra se considera una persona muy tímida, condición que ha tenido que ir superando con el tiempo. A principio de los años 80, Guerra conoció a Nora Clementina Altagracia Vega Rasuk, una estudiante de diseño, con quien tuvo un noviazgo de cuatro años antes de contraer matrimonio. La pareja tiene 2 hijos, Jean Gabriel y Paulina. Es tío político de la Miss Universo Amelia Vega.
En 1992, Juan Luis, aunque criado y educado como católico, se convirtió al protestantismo y en 2004 dio un giro en su carrera y empezó a componer canciones evangélicas.El 31 de agosto de 2004, Guerra lanzó su primer álbum en seis años bajo el título «Para ti», único álbum de corte totalmente cristiano. Con este, el artista ganó dos Premios Billboard 2005, en las categorías de Gospel- Pop y Merengue Tropical, por el éxito “Las Avispas”, logrando por primera vez que una canción gane estas dos categorías.
El 9 de mayo de 2009 recibió un doctorado honorífico de Berklee College of Music por sus logros, influencias en la música y sus contribuciones a la cultura dominicana. El 18 de abril de 2010, Juan Luis Guerra organizó el concierto benéfico «Un Canto de Esperanza por Haití» con motivo del terremoto que devastó dicho país. 

## Filantropía

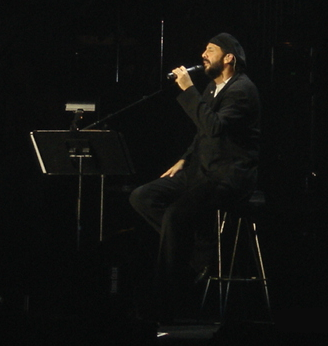
Juan Luis Guerra

En 1991, Guerra creó la Fundación 4.40, destinada a los más necesitados en la República Dominicana. Luego en 1999 cambió el nombre por Fundación Juan Luis Guerra.
El 16 de marzo de 2008, participó junto a Juanes, Miguel Bosé, Carlos Vives, Chayanne, Cristian Castro, Sin Bandera, Alejandro Sanz, Juan Fernando Velasco y Ricardo Montaner en el concierto «Paz sin fronteras», en la frontera entre Colombia y Venezuela.
El 17 de octubre de 2008, participó como «embajador de buena voluntad» de la UNESCO en uno de los eventos más importantes de América Latina de la campaña «Levántate y Actúa contra la Pobreza y por los Objetivos de Desarrollo del Milenio», en Bávaro (República Dominicana), durante la Conferencia Internacional de las Américas. Allí, junto a más de 2500 jóvenes de todo el hemisferio, dio lectura a la Declaración Dominicana para la Campaña, en el evento organizado por la Asociación Dominicana de las Naciones Unidas (ANU-RD) y la Fundación Global Democracia y Desarrollo (FUNGLODE), y que contó con el apoyo del Departamento de Información Pública de las Naciones Unidas. Estuvo acompañado de funcionarios de alto nivel de la ONU y del nadador dominicano Marcos Díaz, así como de las autoridades locales de la campaña. Su participación contó con cobertura internacional por el contenido de la declaración, que pedía a los líderes del mundo atender los problemas que evitan el desarrollo de los pueblos.
En enero de 2010, Juan Luis Guerra se unió a un grupo de personalidades de la República Dominicana en el telemaratón denominado Que viva el país por Haití, liderado por la presentadora dominicana Jatnna Tavárez. El 18 de abril del mismo año Juan Luis Guerra organizó el concierto Un Canto de Esperanza por Haití con el fin de construir un hospital infantil en Haití. Fue todo un éxito y el lugar se convirtió en una discoteca gigante a ritmo de merengue, bachata, pop y rock. Guerra fue el primero sobre el escenario con sus merengues «La Travesía», «A pedir su mano» y «Las avispas», aunque al final regresó con tres temas más: «Como yo», «Bachata en Fukuoka» y «El farolito». 40 000 personas asistieron a este concierto, en el que también actuaron Laura Pausini, Sin Bandera, Alejandro Sanz, Miguel Bosé, Luis Fonsi, Juanes, Enrique Iglesias, entre otros artistas. Para el gran cierre los protagonistas subieron al escenario y cantaron el clásico «Ojalá que llueva café», compuesto por Guerra y sosteniendo entre sus manos las banderas dominicana y haitiana entrelazadas.
En febrero de 2019, Juan Luis Guerra participó en un concierto humanitario en la frontera entre Colombia y Venezuela, Banda La Trakalosa concierto que fue realizado con el fin de recoger fondos para el país venezolano por la crisis política y humanitaria que afrontan.